# Vasili Vorontsov
Vasilii Pavlovich Vorontsov (en ruso: Никола́й Константи́нович Михайло́вский: Василий Павлович Воронцов, seudónimo: VV; 13 de enero de 1847 - 10 de diciembre de 1918) fue un influyente economista y sociólogo naródnik ruso, uno de los principales protagonistas de la controversia entre economistas naródnik y marxistas (como Gueorgui Plejánov y Piotr Struve) en las décadas de 1880 y 1890.

## Vida
V. P. Vorontsov provenía de una distinguida familia aristocrática. En las décadas de 1860 y 1870 se involucró en el movimiento populista (naródnik). Aunque tenía contactos con círculos naródnik ilegales, él mismo no participó en ninguna actividad revolucionaria significativa. En cambio, se le asoció con los "populistas legales" que defendían la reforma política y económica desde arriba. En particular, Vorontsov abogó por medidas para proteger la comuna de tierras campesinas reparticionistas que aún sobrevivía en Rusia.
Vorontsov fue uno de los primeros economistas rusos en estudiar las obras de Karl Marx y estuvo fuertemente influenciado por el materialismo histórico de Marx. Sin embargo, a diferencia de otros primeros estudiosos rusos de Marx (por ejemplo, Nikolai Ziber, Nikolái Danielson o Gueorgui Plejánov), Vorontsov no creía que el desarrollo del capitalismo industrial fuera posible en Rusia. Su argumento era que Rusia no tenía acceso a suficientes mercados para impulsar la industrialización capitalista: los mercados extranjeros estaban en gran medida dominados por potencias capitalistas más antiguas y establecidas, y la demanda interna de Rusia era demasiado débil. A medida que avanzaba la década de 1890, Vorontsov tuvo que admitir que el capitalismo había hecho algunos avances en Rusia, pero lo atribuyó a políticas gubernamentales equivocadas, como aranceles proteccionistas sobre productos manufacturados extranjeros, subsidios y préstamos a bajo interés a los industriales rusos y una infraestructura ambiciosa. (por ejemplo, construcción de ferrocarriles), junto con políticas agrarias diseñadas para socavar la tenencia de tierras comunales. Por el contrario, Danielson pensaba que el capitalismo industrial ya había echado raíces en Rusia y que la industrialización no era necesariamente mala, pero que Rusia, debido a su desarrollo tardío, no tenía que reproducir todas las formas de relaciones de producción capitalistas bajo las cuales se había producido la industrialización  en occidente, pero podría avanzar hacia una forma de modernización más humana y no capitalista. Sin embargo, a Vorontsov y Danielson se les suele agrupar como los principales exponentes de la economía naródnik (para consternación de Danielson).
La tesis de que Rusia no tuvo que pasar por un período de desarrollo capitalista fue duramente atacada por los economistas marxistas rusos. Uno de los primeros marxistas rusos, el profesor de economía NI Ziber, interpretó que Marx quería decir que un período prolongado de capitalismo era una "etapa histórica" necesaria que toda sociedad debía atravesar. Si bien el capitalismo podría estar ya en un estado de crisis en Europa occidental, en Rusia su desarrollo apenas había comenzado. La perspectiva para el futuro previsible, que Ziber acogió con agrado, sería, por tanto, la de un período de modernización capitalista que duraría al menos varias décadas. Plejánov, Struve y el joven VI Lenin, que estaban asociados con el movimiento revolucionario y con la fundación del Partido Obrero Socialdemócrata de Rusia (POSDR), buscaban una transición más rápida al socialismo (aunque en la década de 1890 insistieron en que la próxima revolución de Rusia sería " democrático-burgués'). Sostenían que el desarrollo del capitalismo en Rusia no sólo era inevitable sino que ya había avanzado lo suficiente como para hacer visible en el horizonte su futuro colapso. También cuestionaron el argumento de Vorontsov de que la falta de mercados hacía "imposible" el capitalismo en Rusia. La controversia entre economistas naródnik y marxistas en las décadas de 1880 y 1890 fue crucial en la formulación del marxismo "ortodoxo" ruso y, por tanto, en la ideología que posteriormente influyó en las ideologías del menchevismo y bolchevismo y sus derivados.
En enero de 1894, en una reunión clandestina en la ciudad de San Petersburgo, Vorontsov se enfrentó a Lenin en un debate que atrajo la atención de los espías.
Vorontsov simpatizó con la Revolución de febrero de 1917 pero se opuso a la Revolución de Octubre. Sin embargo, permaneció en Rusia. Murió en 1918.

## Obras
- Sud'by capitalizma contra Rossii
- Ocherki kustarnoi promyshlennosti v Rossii

- Sud'by kapitalizma v Rossii (Los destinos del capitalismo en Rusia) San Petersburgo, 1882.
- Ocherki kustarnoi promyshlennosti contra Rossii San Petersburgo, 1886.
- "Krest'ianskaia obshchina". En Itogi ekonomicheskikh issledovanii Rossii po dannym zemskoi statistiki, vol. 1. Moscú, 1892.
- Artel'nye nachinaniia russkogo obshchestva. San Petersburgo, 1895.
- Sud'ba kapitalisticheskoi Rossii. San Petersburgo, 1907.
- Ot semidesiatykh godov k deviatisotym. San Petersburgo, 1907.